# Капилупи, Ипполито
Ипполито Капилупи (итал. Ippolito Capilupi; 1512—1580) — итальянский религиозный и политический деятель, поэт (писал на латыни). Дядя Камилло Капилупи.
Был епископом города Фано, затем легатом в Венеции. В начале 1570-х годов жил в Риме и считался одним из основных посредников между папским престолом и французским королевским двором. В стихотворном послании к герцогу Урбино поддержал устроенную Карлом IX резню гугенотов — Варфоломеевскую ночь.
Напечатал «Ad Jacobum Boncompagnum versus, cum epistola Pauli Manutii» (Рим, 1573) и «Hippolyti Capilupi carmina» (Антверпен, 1574).